# جشنواره علامه حلی
جشنواره علامه حلی جشنواره‌ای است که به منظور تجلیل از محققان جوان حوزوی برگزار می‌شود.
برگزیدگان این جشنواره ضمن دریافت لوح تقدیر جشنواره و جوایز دیگر، برای استفاده از تسهیلات پژوهشگران به معاونت‌های پژوهش حوزه‌های علمیه معرفی می‌شوند.
از سال ۱۳۹۳، آثار ارسالی به این جشنواره به صورت استانی مورد بررسی قرار می‌گیرند. هم اکنون هنه استانها دارای جشنواره استانی می باشند.
همچنین از دوره یازدهم جشنواره سراسری، جشنواره مدرسه ای علامه حلی راه اندازی شده است. براین اساس مدارس علمیه سراسر کشور می توانند این جشنواره را راه برگزار نمایند. بنابراین جشنواره یادشده در سه مرحله مدرسه ای، استانی و کشوری برگزار می شود.
فراخوان جشنواره سیزدهم به پایان رسیده است. پس از فراخوان، بررسی اولیه و ارزیابی اجمالی آثار شروع می شود و آثار واجد شرایط برای ارزیابی تفصیلی به ارزیابان ارائه می شود.
آثاری که میانگین نمره دو ارزیاب به حداقل ۸۰ از ۱۰۰ رسیده باشد در کمیته های علمی و در صورت تایید در شواری علمی بررسی می شود. برگزیدگان اول تا سوم در مراسمی با حضور و سخرانی یکی از مراجع تقلید تجلیل می شوند. در آیین پایانی دوازدهمین دوره جشنواره یاد شده به دلیل شیوع ویروس کرونا پیام آیت الله العظمی مظاهری از مراجع تقلید شیعه قرائت شده است.
دکتر محمد صالح مازنی دبیر این جشنواره است که برای دوره سیزدهم نیز توسط شورای سیاستگذاری جشنواره ابقا شده است. وی دانش آموخته حوزه و دانشگاه است که از دوره دهم مسئولیت دبیر علمی جشنواره را برعهده دارد.
محمد صالح مازنی مولف کتاب درآمدی بر نیازسنجی پژوهشی است.
 طلاب پایه اول تا افرادی که در سال اول دروس خارج هستند در رشته‌هایی نظیر در تفسیر، علوم قرآن، کلام، اخلاق و تربیت، منطق و فلسفه، اصول فقه، علوم حدیث، رجال و تراجم، ادبیات فارسی و عربی و علوم انسانی مرتبط با حوزهٔ دین در این جشنواره شرکت می‌کنند.

## تاریخچه و اهداف
معاونت پژوهش مرکز مدیریت حوزه‌های علمیه، دبیرخانه جشنواره علامه حلی را در سال ۱۳۸۶ با اهداف: تقویت روحیه پژوهش در بین طلاب؛ زمینه‌سازی شناسایی نخبگان و حمایت از آنان؛ تقویت نگارش آثار علمی؛ افزایش رقابت طلاب در عرصه‌های علمی؛ زمینه‌سازی گرایش طلاب به مباحث تخصصی؛ جهت‌دهی فعالیت‌های پژوهشی طلبه ها به سمت نیازهای پژوهشی حوزه تأسیس نمود. شرط سنی شرکت در این جشنواره ۳۱ سال در سه قالب مقاله، کتاب و پایان‌نامه است. 
این جشنواره، در دوازده دوره از برگزاری خود تاکنون، آثار پژوهشی طلاب جوان برادر و خواهر سراسر کشور (طلاب کمتر از ۳۱ سال) را در قالب های مقاله، کتاب، تحقیق پایانی، تصحیح و ترجمه و پایان‌نامه سطح ۳ حوزوی یا کارشناسی ارشد داتشگاهی بررسی کرده و برگزیدگان، مورد تقدیر قرار گرفته‌اند.
طبق اعلام مسئولان جشنواره، در سال ۱۳۹۹ بیش از ۱۵هزار اثر به دبیرخانهٔ این جشنواره ارسال شده است.
دبیرخانه جشنواره علامه حلی (ره) استان اصفهان یکی از فعال ترین دبیرخانه های استانی است. زیرا جشنواره علامه حلی (ره) استان اصفهان بعد ازدو سال از تاسیس جشنواره علامه حلی (ره) کشوری در اصفهان تشکیل شد و امسال (1401) دوازدهمین دوره جشنواره علامه حلی (ره) استان اصفهان با دبیری حجت الاسلام والمسلمین رسول ملکیان اصفهانی درحال انجام است. 2000 اثر علمی به دبیرخانه دوازدهمین جشنواره علامه حلی (ره) دراستان اصفهان ارسال شده است.
رسول ملکیان اصفهانی تاکنون پنج  دوره دبیر جشنواره علامه حلی (ره) استان اصفهان بوده است و خود از اساتید و پژوهشگران قرآن می باشد.(*)
(https://wiki.esfhozeh.ir/index.php?title=%D8%B1%D8%B3%D9%88%D9%84_%D9%85%D9%84%DA%A9%DB%8C%D8%A7%D9%86_%D8%A7%D8%B5%D9%81%D9%87%D8%A7%D9%86%DB%8C)

## نحوهٔ بررسی آثار
به گفتهٔ احمدفرخ فال، مدیر حوزهٔ علمیهٔ قم، جشنوارهٔ علامه‌حلی استان قم در سال ۱۳۹۳ در چهار سطح برگزار شده است: طلاب پایه‌های اول تا سوم، سوم تا ششم، هفتم تا نهم، و دهم و خارج. مقالات تألیفی، کتاب‌های تألیفی، تصحیحی و ترجمه و تحقیقات این جشنواره هر کدام شاخصه‌های جداگانه‌ای برای ارزیابی داشته‌اند.